# Magnus Pegel

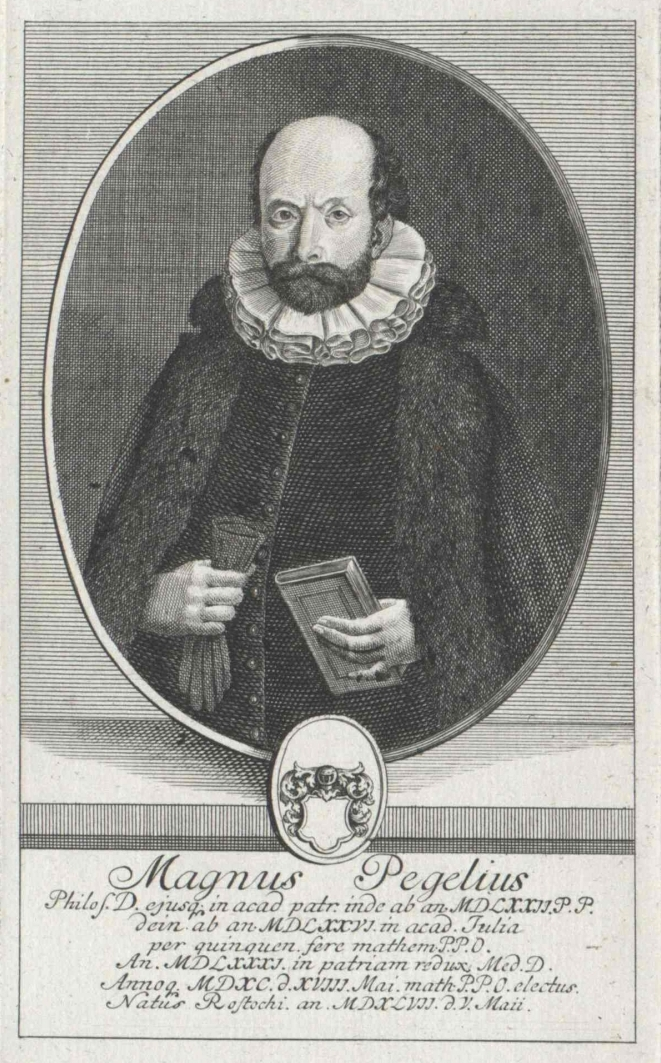
Magnus Pegel

Magnus Pegel, auch: Magnus Pegelius (* 15. Mai 1547 in Rostock; † 1619 in Stettin) war ein deutscher Mediziner, Mathematiker und Hochschullehrer.

## Leben
Magnus Pegel war Sohn des Professors der Rhetorik Konrad Pegel. 1569 erwarb er den akademischen Grad eines Magisters, im folgenden Jahr den Doktortitel an der Medizinischen Fakultät mit einer Schrift über die Pest. In Rostock lehrte er Mathematik und Astrologie, 1579 wurde er als Professor für Mathematik nach Helmstedt berufen. 1581 kehrte er nach Rostock zurück und wurde hier 1591 als ordentlicher Professor für Mathematik berufen. 1589 heiratete er schließlich Anna Stüwe, Stieftochter des Rostocker Bürgermeisters Jacob Lembke. Pegel knüpfte schon frühzeitig Kontakte mit außergewöhnlichen Gelehrten seiner Zeit wie zum Beispiel Tycho Brahe oder Jost Bürgi. 1593 kam ihm das kaiserliche Privileg zu, Teile seiner Werke schützen zu dürfen. Er war Dekan und 1593/94 für ein Semester Universitätsrektor in Rostock und sprach sich bereits für deutschsprachige Vorlesungen aus.
Zusammen mit Tycho Brahe und Johannes Kepler wurde Pegel 1605 Ratgeber des Kaisers Rudolf II. in Prag. 1611 kehrte er nach Rostock zurück, lebte dort verarmt und nahm 1615 einen Lehrauftrag des Herzogs von Pommern Philipp II. in Stettin an.
Pegel gilt als Vater der Bluttransfusion, befasste sich mit intravenöser Injektion (Chirurgia infusoria) und entwickelte eine Geburtszange. Zeit seines Lebens kämpfte Pegel für eine auf Experimenten basierende Mechanik.
1604 erschien sein für die Zeit gewagtes Werk Thesaurus rerum selectarum magnarum, dignarum, utilium, marinus, pro genere humane. In diesem äußerte er sich über diverse zu seiner Zeit futuristisch klingende Projekte und beschrieb die theoretischen Voraussetzungen bei der Konstruktion von Luftschiffen, Unterseebooten, Schiffsbrücken, automatischen Schusswaffen, Wasserkünsten und Badeöfen sowie eine Gedächtniskunst. Er vertrat bereits den Gedanken einer Evolution der Arten.

## Werke
- Disputatio de peste
- Universi seu mundi Diatyposis
- Thesaurus Rerum, Selectarum, Magnarum, Dignarum, Utilium, Suavium, Pro generis humani salute oblatus. 1604. (Digitalisat)
- Aphorismi thesum selectarum